# Fallopia convolvuloides
Fallopia convolvuloides là một loài thực vật có hoa trong họ Rau răm. Loài này được (Brügger) Holub mô tả khoa học đầu tiên năm 1971.